# Tchkalovskaïa (métro d'Iekaterinbourg)
Pour les articles homonymes, voir Tchkalovskaïa.
Tchkalovskaïa (en russe : Чкаловская et en anglais : Chkalovskaya) est une station de la ligne 1 du métro d'Iekaterinbourg.
Mise en service en 2012, elle est desservie par les rames de la ligne 1.

## Situation sur le réseau

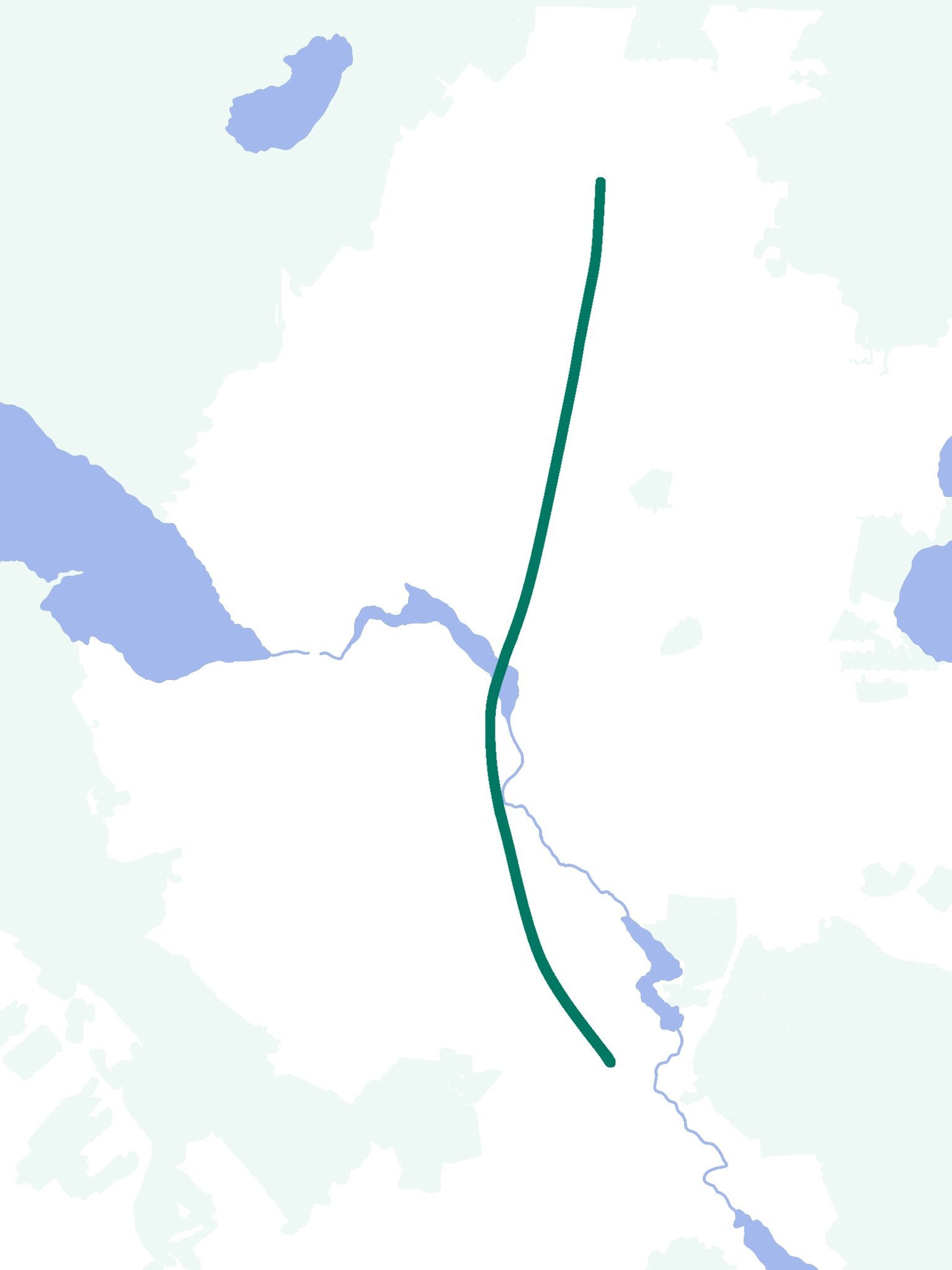
Plan du métro (2019).

Établie en souterrain, la station Tchkalovskaïa, est une station de passage de la ligne 1 du métro d'Iekaterinbourg. Elle est située entre la station Gueologuitcheskaïa, en direction du terminus nord Prospekt Kosmonavtov, et la station Botanitcheskaïa terminus sud de la ligne.
Elle dispose d'un quai central encadré par les deux voies de la ligne.

## Histoire
La station Tchkalovskaïa est mise en service le 28 juillet 2012. La station est due aux architectes S. Ziganchine, A. Ziganchine.

## Services aux voyageurs

### Desserte
Tchkalovskaïa est desservie par les rames de la ligne 1.